# Youri Schoonderwaldt
Youri Schoonderwaldt (Amsterdam, 13 maart 2000) is een Nederlands voetballer die speelt als doelman. In juli 2022 verruilde hij ADO Den Haag voor Sparta Rotterdam.

## Clubcarrière
Schoonderwaldt speelde in de jeugd van VFC en werd in 2017 opgenomen in de opleiding van ADO Den Haag waar hij op 6 april 2020 zijn eerste profcontract tekende. Tijdens het seizoen 2019/20 zat de doelman voor het eerst op de bank bij het eerste elftal. Uiteindelijk zou Schoonderwaldt daar eenenveertig keer plaatsnemen zonder in actie te komen. In mei 2022 leek hij aanvankelijk het profvoetbal tijdelijk vaarwel te zeggen en de overstap te maken naar tweededivisionist Quick Boys om zodoende meer speeltijd te krijgen.
Nog geen maand later zette de transfervrije sluitpost bij Sparta Rotterdam alsnog zijn handtekening onder een verbintenis voor de duur van één seizoen met een optie op een jaar extra. Daar maakte hij op 17 september 2022 zijn debuut in het eerste elftal in een thuiswedstrijd tegen FC Groningen. Door een blessure van eerste doelman Nick Olij koos coach Maurice Steijn voor Schoonderwaldt onder de lat. Hij kreeg na ruim een uur spelen een tegengoal via Ricardo Pepi. Uiteindelijk won Sparta met 2–1 door treffers van Sven Mijnans en Vito van Crooij. De optie in zijn contract werd in maart 2023 gelicht, waardoor hij voor nog een jaar kwam vast te liggen. In januari 2024 werd zijn aflopende verbintenis opengebroken en met twee seizoenen verlengd tot medio 2026 met een optie voor een extra seizoen.
In mei 2025 werd bekend dat Sparta hem voor de duur van het seizoen 2025/26 ging verhuren aan eerstedivisionist VVV-Venlo. Daar zou Schoonderwaldt de concurrentiestrijd aan moeten gaan met Trevor Doornbusch.

## Clubstatistieken

### Beloften
| Seizoen         | Club              | Competitie      | Competitie | Competitie |
| Seizoen         | Club              | Competitie      | Wed.       | Dlp.       |
| --------------- | ----------------- | --------------- | ---------- | ---------- |
| 2019/20         | Jong ADO Den Haag | Derde divisie B | 15         | 0          |
| 2022/23         | Jong Sparta       | Tweede divisie  | 18         | 0          |
| 2023/24         | Jong Sparta       | Tweede divisie  | 6          | 0          |
| 2024/25         | Jong Sparta       | Tweede divisie  | 4          | 0          |
| Totaal beloften | Totaal beloften   | Totaal beloften | 43         | 0          |

### Senioren
| Seizoen         | Club             | Competitie      | Competitie | Competitie | Beker | Beker | Nacompetitie | Nacompetitie | Totaal | Totaal |
| Seizoen         | Club             | Competitie      | Wed.       | Dlp.       | Wed.  | Dlp.  | Wed.         | Dlp.         | Wed.   | Dlp.   |
| --------------- | ---------------- | --------------- | ---------- | ---------- | ----- | ----- | ------------ | ------------ | ------ | ------ |
| 2019/20         | ADO Den Haag     | Eredivisie      | 0          | 0          | 0     | 0     | —            | —            | 0      | 0      |
| 2020/21         | ADO Den Haag     | Eredivisie      | 0          | 0          | 0     | 0     | —            | —            | 0      | 0      |
| 2021/22         | ADO Den Haag     | Eerste divisie  | 0          | 0          | 0     | 0     | 0            | 0            | 0      | 0      |
| 2022/23         | Sparta Rotterdam | Eredivisie      | 2          | 0          | 0     | 0     | 0            | 0            | 2      | 0      |
| 2023/24         | Sparta Rotterdam | Eredivisie      | 0          | 0          | 0     | 0     | 0            | 0            | 0      | 0      |
| 2024/25         | Sparta Rotterdam | Eredivisie      | 0          | 0          | 0     | 0     | —            | —            | 0      | 0      |
| 2025/26         | → VVV-Venlo      | Eerste divisie  | 2          | 0          | 0     | 0     | —            | —            | 2      | 0      |
| Totaal senioren | Totaal senioren  | Totaal senioren | 4          | 0          | 0     | 0     | 0            | 0            | 4      | 0      |
| Carrièretotaal  | Carrièretotaal   | Carrièretotaal  | 47         | 0          | 0     | 0     | 0            | 0            | 47     | 0      |

Bijgewerkt op 16 augustus 2025.